# Marin Barleti

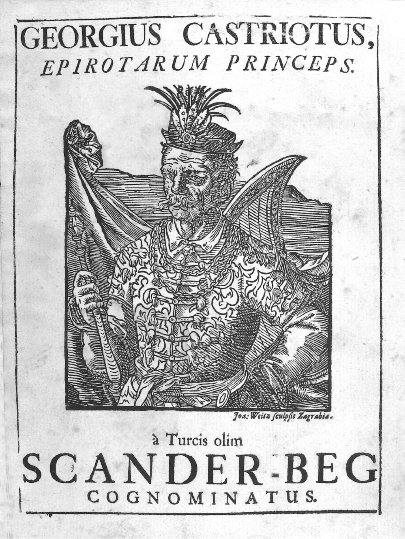
Portada de la biografía de Skanderbeg de Marin Barleti, edición de Zagreb de 1743.

Marin Barleti (en latín, Marinus Barletius, en italiano, Marino Barlezio) fue un humanista, erudito y sacerdote católico albanés (Escútari, 1450 - Padua, 1513).
Tras haber participado en la defensa de su ciudad natal contra los asaltos turcos de 1474 y 1478, (sobre lo que escribió basado en su azarosa experiencia vital,  De obsidione Scodrensi, (El sitio de Escútari) publicada en Venecia en 1504), Barleti abandonó Escútari en 1479 a renglón seguido de la entrega de la ciudad por parte de los venecianos al Imperio Otomano. 
En Italia, se formó en teología en las ciudades de Venecia y Padua, y se consagró sacerdote en 1494. Barleti es recordado fundamentalmente por su obra épico-hagiográfica sobre Skanderbeg en latín, De Vita Moribus Ac Rebus Praecipue Aduersus Turcas, Gestis, Georgii Castrioti, Clarissimi Epirotarum Principis, qui propter celeberrima facinora, Scanderbegus, hoc est, Alexander Magnus, cognominatus fuit, libri Tredecim, per Marinum Barletium Scodrensem conscripti (Sobre la vida, carácter y hechos del eminente Príncipe de los Epirotas, Jorge Castriota, especialmente contra los turcos. A causa de sus célebres gestas, fue llamado Scanderbeg, esto es, Alejandro Magno. En trece libros por Marin Barleti de Escútari) que es una importante obra sobre su biografiado, aunque basada en testimonios de terceros, pero sobre todo es considerado uno de los más importantes trabajos de la historia cultural albanesa, en lo que se refiere a la configuración de la conciencia nacional. Fue publicada entre 1508 y 1510.